# حیدر کرار (بهبهان)
حیدر کرار روستایی از توابع بخش زیدون شهرستان بهبهان در استان خوزستان ایران است.این روستا در محل تلاقی رودخانه‌های زهره و خیرآباد(در گویش بومی به ترتیب رودخانه های شور و شیرین) قراردارد.مقبره امامزاده حیدر کرار (ع) در این روستاه واقع شده‌است، بنای امامزاده مربوط به دوره قاجار و بانی آن کربلایی غلام تیله‌کوهی ست. معمار بنا استاد حسین دزفولی ست که در سال ۱۳۰۳ هجری قمری به اتمام رسیده است.قدیمی ترین عکس شرق خوزستان ، عکسی است که کاکس در سال ۱۹۰۴ از این امامزاده برداشته است.
نظر به موقعیت استراتژیک روستای حیدر کرار و نزدیکی آن به قلاع مستحکم گل و گلاب و دهمرده، در دوران تاریخی با عنوان شهر زیتان مرکزیت منطقه‌ی زیدون بوده است.

## جمعیت
این روستا در دهستان سردشت قرار دارد و براساس سرشماری مرکز آمار ایران در سال ۱۳۸۵، جمعیت آن زیر سه خانوار بوده‌است.